# Brena (futebolista)
Brena Carolina Vianna de Oliveira, ou Brena Carolina, ou simplesmente Brena (Rio de Janeiro, 26 de setembro de 1996) é uma futebolista brasileira que atua como volante. Atualmente joga pelo Palmeiras.

## Carreira

### Início
Nascida na cidade do Rio de Janeiro, Brena começou a jogar futebol em escolhinhas de futebol e treinava com meninos pois não haviam equipes femininas.

### Vasco da Gama
Somente em 2010, aos 15 anos, quando foi integrada pelas categorias de base do Vasco da Gama que Brena passou a treinar no futebol feminino.
Pelas Gigantes da Colina, foi campeã da IBERCUP sub-17 (Torneio Internacional de Futebol Infantil), e bicampeã Carioca sub-17 sendo também artilheira no segundo ano com 5 gols. Brena também sagrou-se campeã da Taça da Cidade de Nova Iguaçu profissional de 2014 atuando com a equipe sub-20 do Vasco.

### Botafogo
Brena acertou com o Botafogo no início de 2013, ficou no clube durante toda a temporada.

### Foz do Iguaçu
Logo no início de 2014, transferiu-se para o Foz do Iguaçu (não confundir com o Foz Cataratas), atuando poucos meses.

### Retorno ao Vasco da Gama
Após passagem rápida pelo time da cidade de Foz do Iguaçu, a craque retorna ao seu clube de origem. No Vasco, ganha a Taça da Cidade de Nova Iguaçu de 2014.

### Flamengo
Na temporada de 2015, a volante foi contratada pelo Flamengo, tendo atuado pelo até metade do ano.

### Retorno ao Botafogo
Após passagem rápida pelo Rubro-Negro, Brena retornou ao Botafogo na metade do ano. Assim como fez pelo Vasco, a volante também conquistou a Taça Cidade de Nova Iguaçu profissional atuando pela equipe sub-20 das Gloriosas.

### Centro Olímpico
Em 2016, a aleta mudou-se para a cidade de São Paulo e atuou pelo Centro Olímpico  clube da prefeitura da capital paulistana.

### Santos
Em 12 de janeiro de 2017, a volante acertou com o Santos, clube ao qual atou por duas temporadas, ganhando os títulos do Brasileirão 2017, ano ao qual foi eleita a craque do campeonato, e o Paulistão 2018, sendo eleita a melhor volante do campeonato; além do vice-campeonato da Copa Libertadores 2018, torneio ao qual foi artilheira com 4 gols (marcando o gol santista na final) e do vice-campeonato do Brasileirão 2018, ao qual foi eleita a melhor volante.

### Avaldsnes IL
Após se destacar no clube praiano, se transferiu para o Avaldsnes IL da Noruega, aonde atuou por uma temporada.

### Retorno ao Santos
Em janeiro de 2020, assinou seu retorno às Sereias da Vila. Em 11 de dezembro de 2021, a jogadora completou 100 partidas pelo clube da Vila Belmiro, no jogo contra o São Paulo , no Estádio do Morumbi, na vitória por 3 a 2 pela partida de volta da semi-final do Campeonato Paulista de 2021.
Desde seu retorno, Brena foi eleita melhor meio-campista do Campeonato Paulista Feminino mais duas vezes: no Paulistão 2021 e Paulistão 2022.

### Palmeiras
Em janeiro de 2024, foi contratada pelo Palmeiras. Conquistou o título paulista no mesmo ano com o clube.

## Seleção Brasileira
Pela Seleção Brasileira Sub-17, Brena foi convocada pelo técnico Edvaldo Erlacher para o Sul-Americano Sub-17 de 2012 e para Copa do Mundo Sub-17 de 2012. No torneiro Sul-Americano, terminou a competição como campeã e terceira artilheira da competição com 7 gols, atrás apenas de Yamila Badell do Uruguai com 9 gol e Byanca Brasil do Brasil que marcou 8 gols.
Pela Seleção Brasileira Sub-20, Brena foi convocada pelo técnico Doriva Bueno para a Copa do Mundo Sub-20 de 2016. Brena anotou 3 gols na competição.
Já na Seleção Brasileira principal, Brena foi convocada para a seleção principal pela então técnica Emily Lima em 24 de março de 2017, para um amistoso contra a Bolívia, porém não chegou a entrar em campo. A volante era cotada para a Copa do Mundo de 2023, porém assim como a atacante Cristiane , sua parceira de equipe, foi preterida pela técnica Pia Sundhage, sendo apenas a goleira Camila Gomes, que havia se tornado titular no ano da competição, convocada da equipe. Após o mau desempenho do Brasil na Copa, caindo ainda na fase de grupos, e sob o comando do novo técnico Arthur Elias, Brena foi convocada para a reformulação da equipe logo no primeiro chamado do técnico, junto com ela a Cris estaria de volta, e a Camila Gomes se manteve entre as convocadas.

## Vida pessoal
Brena é fã do atacante Neymar, ao qual possui duas tatuagens de seu ídolo: o logo NJR seguido da palavra "LOVE" ("amor", em inglês) em sua canela, e o autógrafo em seu braço, que ganhou em visita do craque ao clube em 2023.

## Títulos
Vasco da Gama
- IBERCUP sub-17: 2012
- Campeonato Carioca Sub-17: 2011 e 2012
- Taça da Cidade de Nova Iguaçu: 2014

Botafogo
- Taça da Cidade de Nova Iguaçu: 2015

Santos
- Brasileirão: 2017
- Paulistão: 2018 e 2020
- Copa Paulista: 2020

Palmeiras
- Paulistão: 2024

### Campanhas de destaque
Santos
- Vice-campeã da Copa Libertadores: 2018
- Vice-campeã do Brasileirão: 2018

## Prêmios individuais
- Melhor jogadora do Paulistão: 2017
- Melhor volante do Brasileirão: 2018
- Melhor volante do Paulistão: 2017, 2018, 2021 e 2022
- Bola de Prata - Melhor volante: 2023

## Artilharias
- Artilheira da Copa Libertadores: 2018 (4 gols)
- Artilheira do Campeonato Carioca Sub-17: 2012 (5 gols)